# Azán (mitología)
Azán (en griego antiguo Ἀζᾶν; griego moderno Αζάν o Αζάνας) fue un personaje mitológico, rey de la región de Arcadia conocida como Azania en su honor, que le correspondió en herencia a la muerte de su padre Arcas.
Era hijo de Arcas, héroe epónimo de los arcadios y descendiente de Pelasgo y de Licaón. Es, además, héroe epónimo de la tribu arcadia de los azanos. Su madre fue la ninfa Erató, y sus hermanos Élato, Afidante y Autolao. Tuvo un único hijo, que le sucedió en el trono: Clítor. Azán fundó la ciudad de Licosura, que convirtió en su capital. A su muerte, su hijo celebró juegos fúnebres en su honor. Cabe la posibilidad de que Azán pueda ser el padre de Corónide, citada sólo como una «muchacha azántida», o simplemente se trate de un sinónimo por arcadio.
| Predecesor: Arcas | Reyes de Azania | Sucesor: Clítor |